# Johan Ferrier
Johan Henri Eliza Ferrier (Paramaribo, 12 mei 1910 – Oegstgeest, 4 januari 2010) was de laatste gouverneur van Suriname en de eerste president van het land als onafhankelijke republiek.

## Levensloop
Johan Ferrier volgde in Paramaribo de ulo (Van Sypesteynschool), de mulo (Hendrikschool) en de Surinaamse Kweekschool. Vanaf 1927 was hij onderwijzer, aanvankelijk in het binnenland van Suriname en later in Paramaribo. 
Ferrier behoorde in 1946 tot de oprichters van de Nationale Partij Suriname en hij was lid van de Staten van Suriname van 2 april 1946 tot 3 maart 1948.
In Nederland studeerde Ferrier sociale pedagogiek aan de Gemeentelijke Universiteit te Amsterdam. Hij promoveerde in november 1950 tot doctor in de Letteren en de Wijsbegeerte op het proefschrift De Surinaamse samenleving als sociaal-pedagogische opgave, een omwerking van zijn doctoraalscriptie. Een maand later keerde hij met zijn gezin terug naar Suriname, waar hij leraar en directeur bij de kweekschool werd en directeur onderwijs van Suriname.
Johan Ferrier huwde tweemaal. Zijn acht kinderen maakten carrière in Nederland, waaronder socioloog Deryck Ferrier (1933-2022), de auteurs Cynthia McLeod (1936) en Leo Ferrier (1940-2006), pedagoge Joan Ferrier (1953-2014) en CDA-politica Kathleen Ferrier (1957). 

### Premier en bestuurder
Hij was van 1955 tot 1958 premier van het kabinet-Ferrier en minister van Binnenlandse Zaken. 

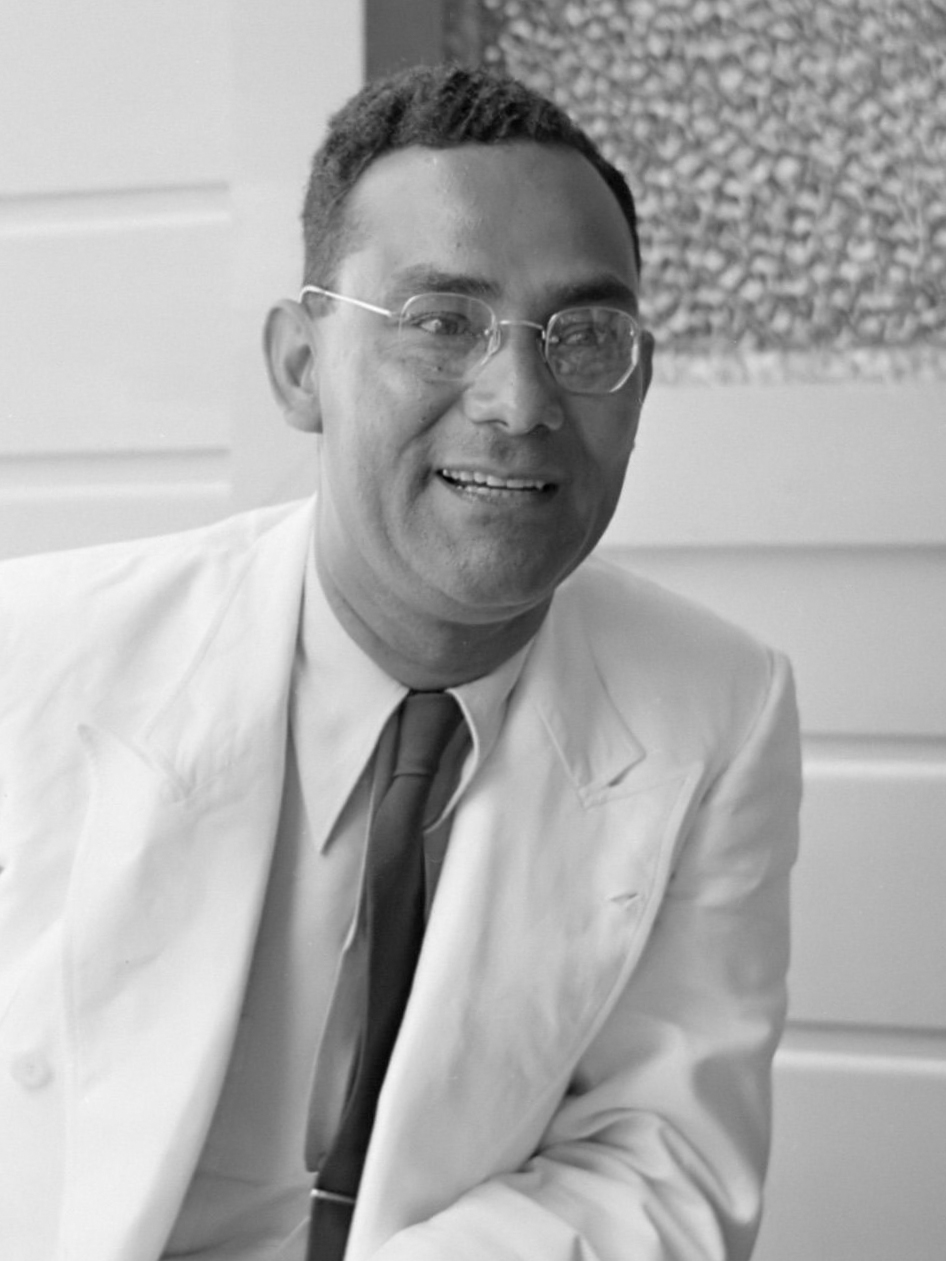
Johan Ferrier (1955)

Van 1959 tot 1965 was Ferrier adviseur bij het Nederlandse ministerie van Onderwijs, Kunsten en Wetenschappen. In die functie speelde hij een belangrijke rol bij het in Nederland vestigen van ESTEC. 
Van 1966 tot 1968 was hij directeur-beheerder van de N.V. Billitonmaatschappij in Suriname.

### Gouverneur
Op 15 maart 1968 werd Ferrier gouverneur van Suriname. Toen in 1969 stakingen het land lam legden en Nederland dreigde in te grijpen, dwong hij premier Pengel tot aftreden. Vervolgens installeerde Ferrier een interim-kabinet onder leiding van Arthur May. Na de verkiezingen in dat jaar werd Jules Sedney premier van Suriname.

### President
Ferrier bleef gouverneur van Suriname tot de Surinaamse onafhankelijkheid in 1975. Daarop werd hij de eerste president van de republiek Suriname. Zijn uitverkiezing als nationaal bindend persoon deed de Hindoestaanse leider Jagernath Lachmon zijn verzet tegen de onafhankelijkheid staken.
Na de Sergeantencoup van 1980 onder leiding van Desi Bouterse bleef Ferrier aan in de hoop het land terug te leiden naar democratische verhoudingen. Een half jaar na de coup, tijdens de administratieve coup van 13 augustus 1980, vroeg de militaire leiding aan Henk Chin A Sen om ook de presidentiële taken op zich te nemen, wat in de prakijk de afzetting van Ferrier betekende. Ervoor had hij van de regering geëist om conform de grondwet een begroting aan het (geschorste) parlement te presenteren. De grondwet werd alsnog opgeschort en het parlement ontbonden. Op verzoek van Bouterse en mede-couppleger Roy Horb gaf Ferrier advies over de machtsoverdracht, nadat het parlement reeds was ontbonden. Ferrier adviseerde beiden het Hof van Justitie te verzoeken premier Henk Chin A Sen te beëdigen als de nieuwe president. Dit advies werd opgevolgd. Een dag voor zijn vertrek hield Ferrier een toespraak voor de soldaten. Hij drukte hen op het hart niets te doen waarvoor zij zich als Surinamer zouden moeten schamen.

### Gezin, familie
Na de coup verhuisde het gezin Ferrier naar Nederland – waar de dochters Cynthia, Joan en Kathleen studeerden – en vestigde zich in Oegstgeest. In 1988 keerde het echtpaar Ferrier terug naar Suriname. Als gevolg van privé-omstandigheden vestigden zij zich later weer in Nederland. Ferrier woonde sindsdien in Oegstgeest. Zijn tweede echtgenote Edmé Vas stierf in 1997.
Ferrier had zes kinderen uit zijn eerste -in 1951 ontbonden- huwelijk met Eugenie Lionarons, te weten: (Helen (1931), Deryck (1933-2022), Robin (1935), Cynthia (1936), Stanley (1939) en Leo (1940-2006). Uit het tweede huwelijk met Edmé Vas: Joan (1953-2014) en Kathleen (1957). De laatste is vernoemd naar de Britse zangeres Kathleen Ferrier. In de verte zouden deze Ferriers familie van elkaar zijn en afstammen van hugenoten die naar het Caraïbische gebied waren gevlucht.
Een nicht van Ferrier, Lilian Ferrier, werd in 2018 minister van Onderwijs, Wetenschap en Cultuur in Suriname.

### Onderscheidingen
- In 1985 ontving Ferrier de versierselen die horen bij Ridder in de Orde van Oranje-Nassau en was beschermheer van de Surinaamse Stenografenvereniging.
- In 1999 werd hij door de bevolking van Suriname gekozen tot politicus van de eeuw.[2]
- In 2004 werd Ferrier op het Amsterdamse Kwaku Festival de Kwaku Award uitgereikt.

### Overlijden
Ferrier overleed in zijn slaap aan hartfalen in zijn woning op 4 januari 2010 op 99-jarige leeftijd, vier maanden voor zijn 100e verjaardag.